# (1289) Kutaïssi
(1289) Kutaïssi es un asteroide perteneciente al cinturón de asteroides descubierto el 19 de agosto de 1933 por Grigori Nikoláievich Neúimin desde el observatorio de Simeiz en Crimea.
Está nombrado por Kutaisi, una ciudad de Georgia.